# Kloster Lorsch
Das Kloster Lorsch (St. Nazarius) war eine Benediktinerabtei in Lorsch im Landkreis Bergstraße (Hessen) in Deutschland. Es wurde um 764 gegründet und war bis zum Hochmittelalter als Reichskloster ein Macht-, Geistes- und Kulturzentrum. 1232 kam die Abtei Lorsch zu Kurmainz und war ab 1248 eine Prämonstratenser-Propstei. 1461 wurde Lorsch als Teil des Oberamtes Starkenburg an die Kurpfalz verpfändet, die das Kloster 1564 aufhob.
Wichtige überlieferte Zeugnisse sind der Lorscher Codex (Codex Laureshamensis), ein umfassendes Güterverzeichnis, das Lorscher Evangeliar (Codex Aureus Laureshamensis), aber auch der Lorscher Bienensegen, die ehemalige Bibliothek und die Torhalle des Klosters, auch Königshalle genannt, eines der wenigen vollständig erhaltenen Baudenkmale aus der Zeit der Karolinger. Das übrige Kloster wurde, mit Ausnahme weniger Gebäude, im Dreißigjährigen Krieg 1621 niedergebrannt und später als Steinbruch beräumt. Lediglich die Torhalle des Klosters blieb unversehrt.
Das Kloster Lorsch (Abtei und Altenmünster) ist seit 1991 Weltkulturerbe der UNESCO, des Weiteren ist es ein geschütztes Kulturgut nach der Haager Konvention. Das Lorscher Arzneibuch, eine Handschrift aus dem Ende des 8. Jahrhunderts, wurde 2013 zum UNESCO-Weltdokumentenerbe in Deutschland erklärt.
Vom Altenmünster, dem überlieferten Vorgängerkloster von Lorsch, ist obertägig kein Rest mehr vorhanden.

## Historische Namensformen
Urkundlich sind folgende Namen belegt: im 9. Jahrhundert Lorishaim, im 9. und 11. Jahrhundert Loresham, im 9. bzw. 10. Jahrhundert Laurishaim, im 10. Jahrhundert Laresham, im 10. bis 12. Jahrhundert Lareshaeim und Lauresheim, im 11. und 12. Jahrhundert Lauresham, im 11. Jahrhundert Larsem und Loraszam und Lorozam und Lorisham, im 12. Jahrhundert Laurisca und Laurisham und Laureshan und Loressam und Lorisheym und Lorscheim und Lors.

## Geschichte

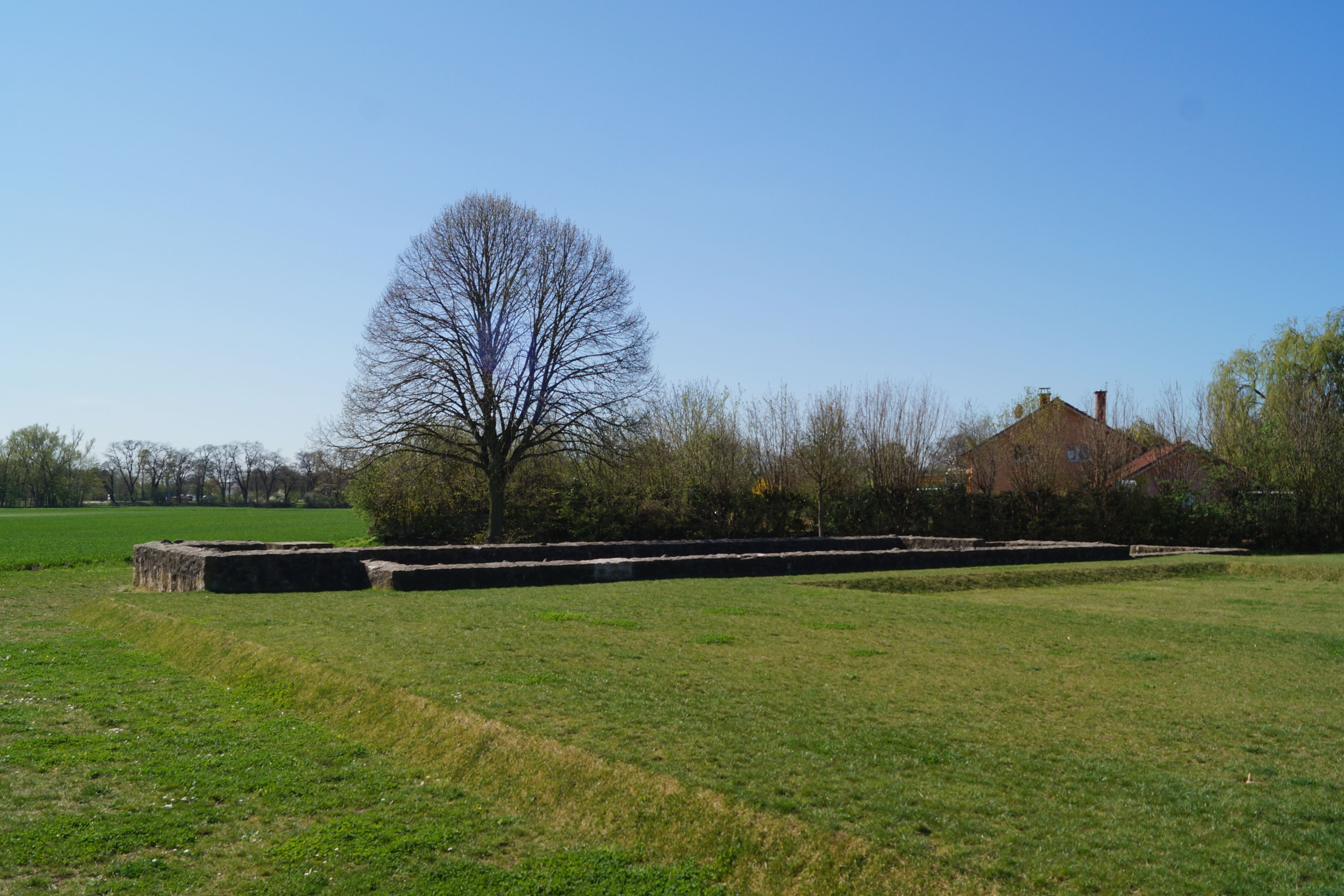
Aufgemauerte Fundamente, die Lage und Größe der Klosterkirche Altenmünster an der Weschnitz verdeutlichen sollen; die sichtbare Aufschüttung stellt den Verlauf der Klausurgebäude nach

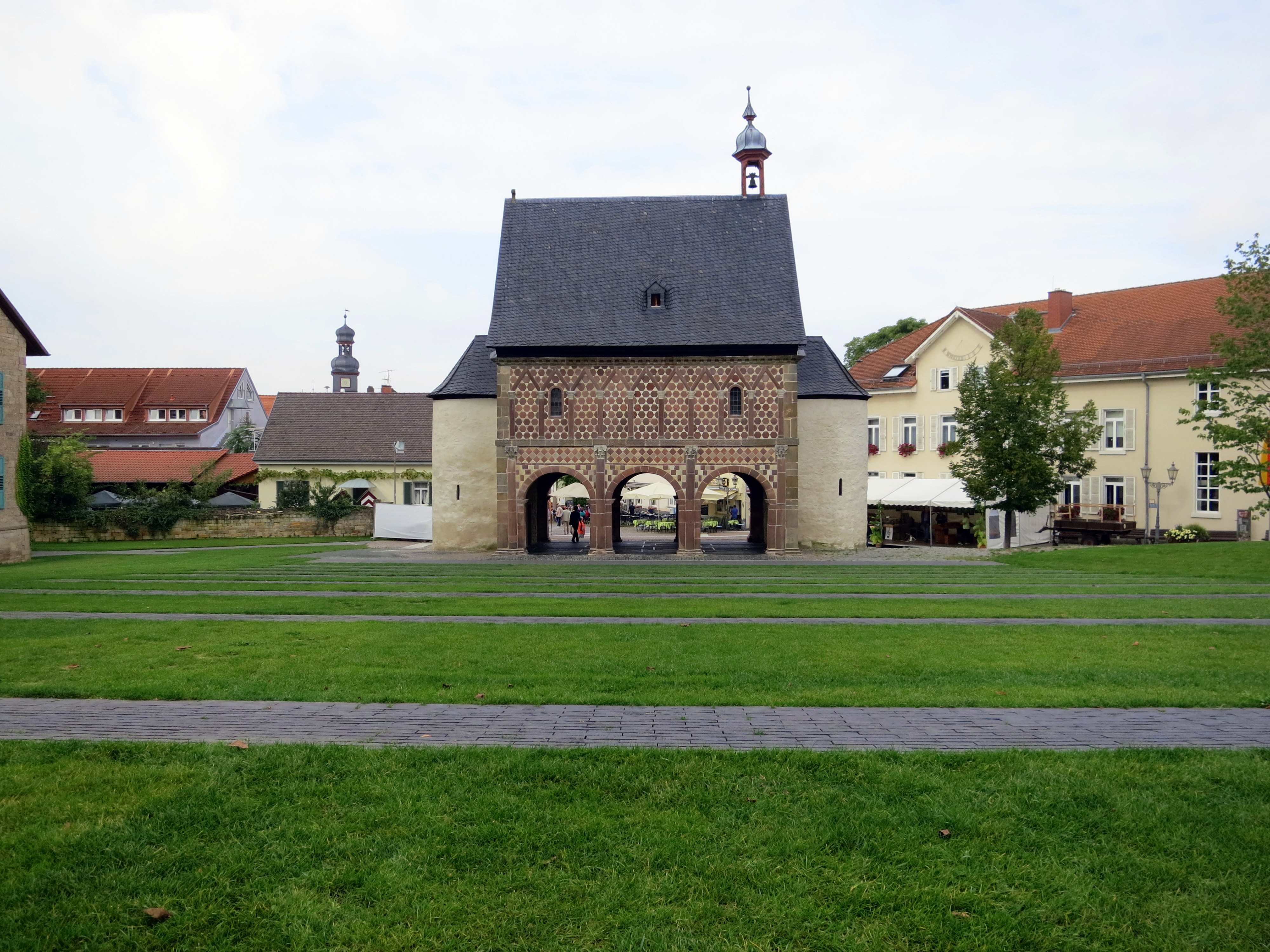
Karolingische Torhalle (Ostseite)

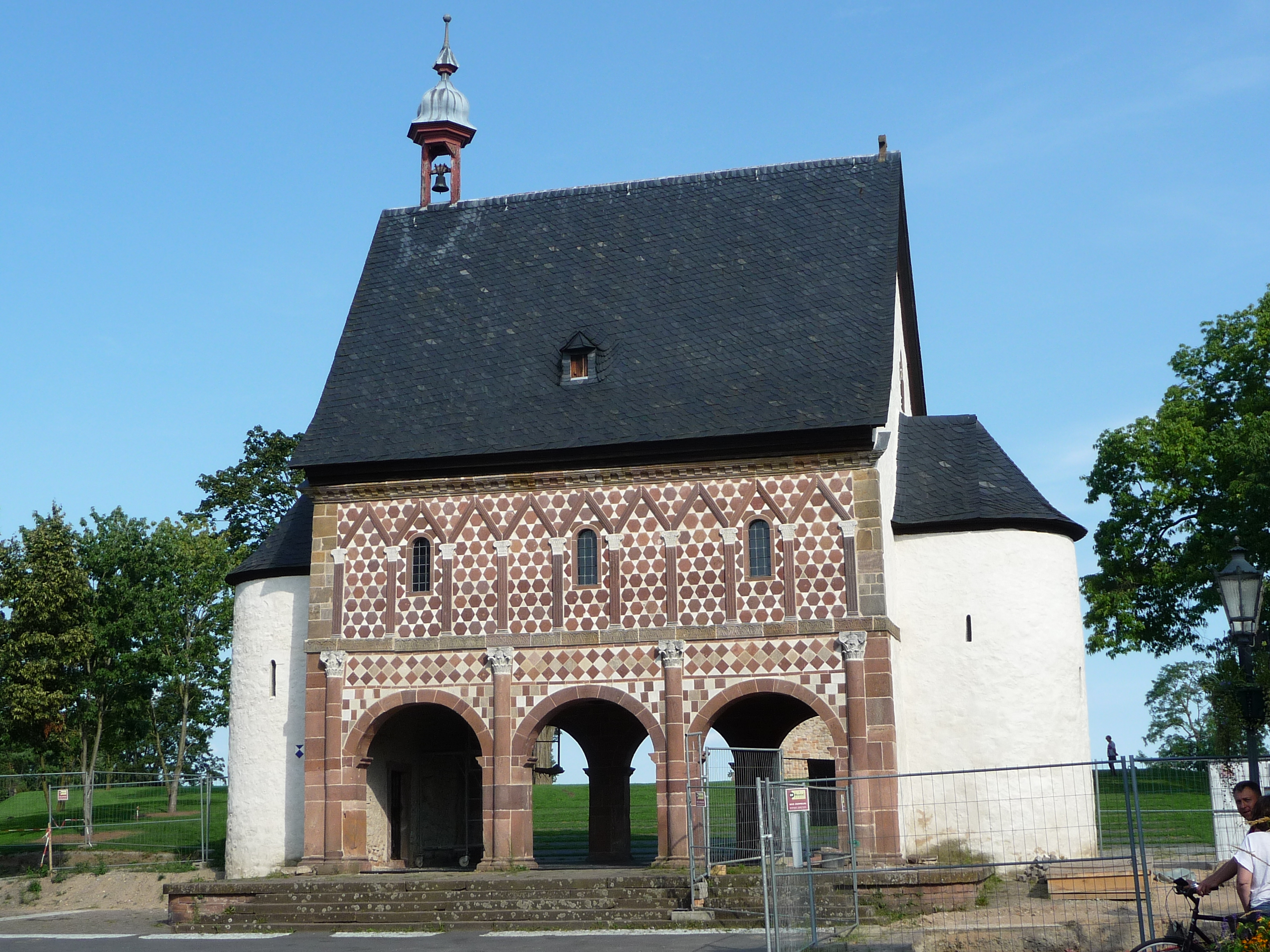
Karolingische Torhalle (Westseite)

### Gründung um 764
Wie die Chronik des Lorscher Codex im zeitlichen Abstand von gut vierhundert Jahren Ende des 12. Jahrhunderts zu berichten weiß, stifteten der damalige Graf des Oberrheingaus Cancor und seine Mutter Williswinth, Witwe des Grafen Rupert, auf einer von der Weschnitz umflossenen „Insel“ im Jahr 764 das Kloster Lorsch. Cancor und Williswinth (im Codex auch „Williswinda“ genannt) entstammten der karolingischen Reichsaristokratie aus dem Geschlecht der Robertiner. Die Stifter übereigneten das Kloster ihrem Verwandten, dem Bischof Chrodegang (im Codex „Rutgang“ oder „Ruodgang“ genannt) von Metz, und schenkten dem Kloster und seinen Mönchen als wirtschaftlichen Grundstock Güter aus ihrem Familienbesitz. Die erste Schenkung belegt eine Urkunde vom 12. Juli 764, in der das Kloster ein Landgut in Hahnheim bei Worms erhält. Aus dem Text dieser Urkunde geht hervor, dass es zum Zeitpunkt der Schenkung an dem genannten Ort bereits eine dem heiligen Petrus geweihte, von Cancor und Williswinth neu erbaute Kirche gab. Die Schenkung erfolgte zu Gunsten Chrodegangs und seiner Mönche. Daraus wird ersichtlich, dass die Gründung des Klosters schon vorher erfolgt sein musste
Der Bischof, später Erzbischof, war führender Kopf der fränkischen Kirchenneuorganisation. Außerdem war er ein Berater und enger Vertrauter des fränkischen Königs Pippin. Diese Aufgaben ließen ihm wenig Zeit, sich persönlich um das junge Kloster kümmern. Deshalb entsandte er seinen Bruder Gundeland, den Abt von Gorze bei Metz, „an die Spitze des Klosters“, zusammen mit zwei „erfahrenen und gottesfürchtigen Mönchen reiferen Alters“ und weiteren vierzehn Mönchen aus Gorze. Schon 765 wurde Gundeland Abt des Klosters.
Als der Papst Paul I. Pippin um Hilfe gegen die Langobarden ersuchte, wurden fränkische Gesandte zum Schutz nach Rom abgeordnet. Chrodegang nutzte die Gelegenheit, um mittels dieser Gesandtschaft beim Papst um Reliquien für seine Klöster in Gorze, Sankt Avold und Lorsch zu bitten, eine Bitte, der der Papst entsprach, so dass am 11. Juli 765 Reliquien des Märtyrers Nazarius in Lorsch eintrafen. Im Lorscher Codex wird die Reliquientranslation des Märtyrers anlässlich des ersten Jahrestag der Stiftung wie folgt berichtet:

„Zur feierlichen Wallfahrt der Übertragung strömte die Bevölkerung des ganzen Landgebietes bis zum Wasgenwald (d. i. der Pfälzerwald) haufenweise herbei, viel Volk beiderlei Geschlechtes, ‚Jünglinge und Jungfrauen, die Alten mit den Jungen‘ (Ps 148,12 ). Die weitbekannten Grafen Cancor (vom Oberrheingau) und Warin (vom Ladengau) und andere vornehme und achtbare Männer der Gegend hoben den durch Gottes Fügung ihrer Heimat bestimmten Schatz des heiligen Körpers auf ihre eigenen Schultern und verbrachten ihn, begleitet von den Hymnen und geistlichen Gesängen einer ungeheuren Volksmenge (am 11. Juli 765), an den vom Himmel vorgesehenen Ort.“

Aufgrund des nunmehr sprunghaften Zuwachses der Pilgerschar, die sich vom Gebet an der Ruhestätte des Heiligen dessen Fürsprache im Jenseits erhoffte, wurde das Kloster durch die Geschenke der Gläubigen nicht nur reich, sondern die Anlage auf der Insel wurde auch schon bald zu klein. Auch dem Ansehen des Heiligen wurde nach Ansicht der Stifter die bisherige Peterskirche nicht gerecht, so dass man beschloss, das Kloster an einen Ort zu verlegen, der Platz für eine große Kirche und die gewachsene Zahl der Besucher bot. Der dafür benötigte Bauplatz wurde dem Kloster am 1. November 767 von Cancors Bruder Turincbert auf dem Hügel, einer Flugsanddüne unweit des alten Standorts, geschenkt. Dort begann man mit dem Bau der neuen, dem heiligen Nazarius geweihten dreischiffigen Basilika und weiterer notwendiger Klostergebäude. Das Mutterkloster auf der Weschnitzinsel wurde später dann das Altenmünster genannt.

### Reichskloster ab 772
Als Cancor 771 starb, erhob Heimerich, der Sohn Cancors, erbrechtliche Besitzansprüche auf das Kloster. Der Abt Gundeland seinerseits verwies auf die Schenkung an seinen Bruder Chrodegang, der es an ihn weitervererbt hatte. Zur Klärung wandte sich Gundeland im März 772 vor das Hofgericht von Karl dem Großen. Dort konnte er die Schenkungsurkunde vorzeigen, die leider nicht erhalten ist, worauf er die Abtei als Eigenbesitz zugesprochen bekam. Um weitere Übergriffe des Adels und der benachbarten Bischöfe auf die Abtei zu verhindern, übertrug Gundeland diese an Karl den Großen. Dadurch wurde die als Eigenkloster gegründete Abtei im Mai 772 Reichs- und Königskloster. Sie erhielt so den Schutz des Königs, die Immunität und das Recht, ihre Äbte frei zu wählen.
In der Reichsorganisation hatte die Abtei den Königsdienst (servitium regis) zu leisten und sorgte für die Binnenkolonisation. In diesem Kontext muss die Schenkung von Karl dem Großen gesehen werden, der im Jahre 773 und 774 die Mark Heppenheim und die Villa Oppenheim übereignete. In der Tradition des ewigen Gebetes (in der Anfangszeit des Klosters für die Familien der Besitzer und des zahlungskräftigen Adels) forderte Karl der Große die Mönche auch auf, für die Königsfamilie und das Reich zu beten.
Im Jahr 774 war die neue Klosterkirche soweit fertiggestellt, dass sie ihre Aufgabe als Ort der Verehrung des Heiligen übernehmen konnte. Der Abt Gundeland lud Karl den Großen zur Weihe ein, der sich in Speyer aufhielt, nachdem er gerade aus Italien zurückgekehrt war, wo er die Langobarden besiegt hatte. Er reiste mit seiner Frau Hildegard, den Söhnen Karl, Pippin und Ludwig, den Bischöfen von Mainz Lullus (später Erzbischof), Wiomad von Trier, Angilram von Metz (königlicher Erzkaplan und später Erzbischof), Waltrich von Langres und Megingaud von Würzburg (als Bischof 769 zurückgetreten, Gründer des Klosters Neustadt am Main) nach Lorsch. Am 1. September 774 nahm Lullus die Kirchweihe vor und überführte die Reliquien des heiligen Nazarius feierlich in die neue Kirche. Dies ist der einzige nachweisliche Aufenthalt Karls des Großen in Lorsch.
Nach dem Tod Gundelands am 18. Dezember 778 wurde Helmerich, auch er wahrscheinlich ein Verwandter der Stifterfamilie, von den Mönchen zum Abt gewählt und vom König bestätigt. Dieser kümmerte sich um den weiteren Innenausbau der neuen Klosterkirche: Er vollendete das unter Gundeland begonnene Ziborium über dem Hauptaltar, ließ die Kirchendecke verkleiden und den Boden mit Platten belegen, sowie das Grab des Nazarius mit Gold und Silber geschmückten Schranken umgeben. Auch der Altar in Sankt Peter, der Klosterkirche des Altenmünsters wurde unter seiner Ägide reich verziert.
Eine weitere wichtige Aufgabe kam der Abtei ab dem vierten Abt Richbod zu, der ein bedeutendes Skriptorium aufbaute. Im selben Jahrhundert wurde dem Skriptorium auch eine Schule angeschlossen, aus der sich die weithin bekannte Klosterbibliothek des Hochmittelalters entwickelte. Richbod ist vermutlich seit 775 im Kloster als Urkundenschreiber belegt. Er erhielt seine Ausbildung am Hofe von Karl dem Großen bei Alkuin. Es ist zu vermuten, dass er durch seine Nähe zum Königshof 784 zum Abt gewählt wurde und zwischen 791 und 793 in Personalunion auch Erzbischof von Trier war. Als solcher gehörte er zum engeren Gelehrtenkreis (Pseudonym: Macharius) am Königshof um Karl und Alkuin. Das Kloster hatte dadurch eine bedeutende Rolle für die Bücherproduktion und damit auch für die Bildungsreform im fränkischen Reich (siehe auch: Lorscher Annalen). Weiterhin ließ Richbod die ecclesia triplex errichten. Dies war eine weitere kleine Kirche, die im Zusammenhang mit dem Bau der ersten Konventsgebäude aus Stein gesehen werden muss. Weiterhin befestigte Richbod das Kloster mit einer Steinmauer.
Unter den Klöstern im Reich, die die Hauptlast des Königsdienstes zu tragen hatten (z. B. Abgaben an das Reich oder die Bereitstellung von Soldaten für das Reichsheer), taucht Lorsch schon 817 auf. Dies verdeutlicht auch die wirtschaftliche Bedeutung des Klosters für das Frankenreich.
In der Forschung umstritten ist die These, dass Tassilo III. (* um 741; † um 796), der letzte baierische Herzog aus dem Geschlecht der Agilolfinger und Vetter Karls des Großen, die letzten Jahre seines Lebens möglicherweise im Kloster Lorsch als einfacher Mönch verbracht habe. Der früheste Beleg für diese Annahme, findet sich in einer 1146/1147 abgefassten Chronik des Otto von Freising, in der wir lesen:
„Der König jedoch, von Mitleid bewegt, erlaubte ihm, im Kloster Lorsch, das er selbst gegründet hatte, die Mönchstracht anzunehmen …“
Möglicherweise verwechselt Otto allerdings das Lorscher Kloster mit dem von Tassilo gegründeten Kloster Niedernburg in Passau.  Ein weiterer Hinweis auf Lorsch als Begräbnisstätte Tassilos liefert der Historiker Georg Helwich, der am 10. September 1615 auf einem Grabdenkmal in Lorsch folgende Inschrift vorgefunden hat:
„Tassilo, erst Herzog, später König, doch zuletzt Mönch, war am dritten Tag vor den Iden des Dezember (11. Dez.) verstorben und wurde in diesem Grab bestattet. Gewähre diesem, gütiger Christus, die Seeligkeit“.
Diese Inschrift entstand aber sehr wahrscheinlich nicht vor dem 2. Viertel des 12. Jahrhunderts. In dieser Zeit könnten von den Zisterziensern beziehungsweise die Prämonstratensern bewusst „eine Tassilotradition zum Schutz des Rechts- und Besitzstandes des Klosters aufgebaut worden sein“.

### Zeit der Reichsteilung um 840

Das Lorscher Evangeliar, das sich heute zerlegt in Rom, London und Alba Iulia befindet, kam unter Abt Adalung nach Lorsch. Die Abbildung zeigt den Evangelisten Lukas.

Abt Adalung unterhielt enge Beziehungen zu Karl dem Großen, der ihn 808 auch zum Abt von Saint-Vaast in Arras ernannte, und ihm gelang es, den Besitz der Abtei noch zu mehren. Adalung unterzeichnete, neben anderen, das Testament Karls des Großen. Auch für dessen Nachfolger Kaiser Ludwig den Frommen, war Adalung ein enger Berater. So reiste Adalung 823 nach Rom, um im Auftrag des Kaisers Untersuchungen gegen den Papst Paschalis I. zu leiten.
Auch aus den Auseinandersetzungen zwischen dem Kaiser und seinen Söhnen ging die Abtei gestärkt heraus. Die Abtei wurde 832 durch Ludwig den Deutschen, den Sohn Ludwig des Frommen, besetzt, vermutlich um die Abtei daran zu hindern, für den Kaiser Partei zu ergreifen.
Adalung verhandelte 833 im Streit Ludwigs des Frommen mit seinen Söhnen auf dem Lügenfeld bei Colmar im Auftrag Ludwigs mit dem den Papst Gregor IV., der auf Betreiben seines Sohnes Lothar angereist war. Im Jahr 834 suchte Ludwig der Deutsche den Schutz der Abtei gegen seinen Bruder Lothar und bedachte als Gegenleistung diese mit einer Schenkung. Zu dieser Zeit hatte das Kloster 60 Mönche. Der Biograph und Berater Karls des Großen Einhard schenkte der Abtei in seinem Testament die cella Michelstadt.
Samuel wurde 837, nach dem Tode von Adalung, Abt von Lorsch. Er führte die Abtei erfolgreich durch die Zeit der Auseinandersetzungen zwischen den Söhnen Ludwigs des Frommen. Noch durch dessen Fürsprache wurde Samuel 841 Bischof von Worms, blieb aber gleichzeitig Abt in Lorsch. Nach dem Tode von Ludwig dem Frommen unterstützte er Lothar I., so wie dies auch der Fuldaer Abt Hrabanus Maurus, der Mainzer Erzbischof Otgar und der Paderborner Bischof Badurat taten. Erst nach Zustandekommen des Vertrages von Verdun (843) kam es wieder zu einer Verständigung zwischen den Kirchenfürsten und Ludwig dem Deutschen. Dies äußert sich in einer Urkunde von Ludwig aus dem Jahre 847. In ihr erlaubte der König, den durch die Reichsteilung zerrissenen Besitz der Abtei durch Tausch wieder zu bündeln. Weiterhin wird 852 der Status als Reichsabtei bestätigt.
Ab 876 entstand östlich der Klosterkirche die Ecclesia varia als Grablege der Karolinger, in der unter anderem Ludwig der Deutsche beigesetzt wurde.
Um 870 gründete Abt Dietrich von Lorsch auf dem Heiligenberg bei Heidelberg das Michaelskloster als Filialkloster, im 11. Jahrhundert folgte dort mit dem nahen Stephanskloster ein weiteres Filialkloster und im 12. Jahrhundert ging die Gründung des Stifts Neuburg von Lorsch aus.
Am wahrscheinlichsten im Jahre 895, vermutlich im Mai auf der Synode von Trebur, war der damalige ostfränkische König und spätere römische Kaiser Arnolf von Kärnten infolge von Klagen über Missstände im Kloster gezwungen, unter Aufhebung der freien Abtswahl den Augsburger Bischof Adalbero in Personalunion zusätzlich zu seinem Bischofsamt als Abt einzusetzen. Adalbero war 887 dem langjährigen Reichskanzler Witgar auf den Augsburger Bischofsstuhl gefolgt und hatte sich zum einflussreichsten Ratgeber Arnulfs entwickelt. Nach nur wenigen Jahren hatte er die klösterliche Ordenszucht wiederhergestellt, dem Kloster durch seinen Einfluss beim König große Zuwendungen erbracht und gab deshalb diese Aufgabe wahrscheinlich im Jahre 900 wieder ab (dem Jahr seiner letzten Erwähnung in Lorscher Urkunden), wobei er die neuerliche freie Abtswahl auf seinen Rat hin beim König erreichen konnte.
Lorsch war Anhänger der Klosterreform von Gorze.

### Höhepunkt der weltlichen Macht im Hochmittelalter

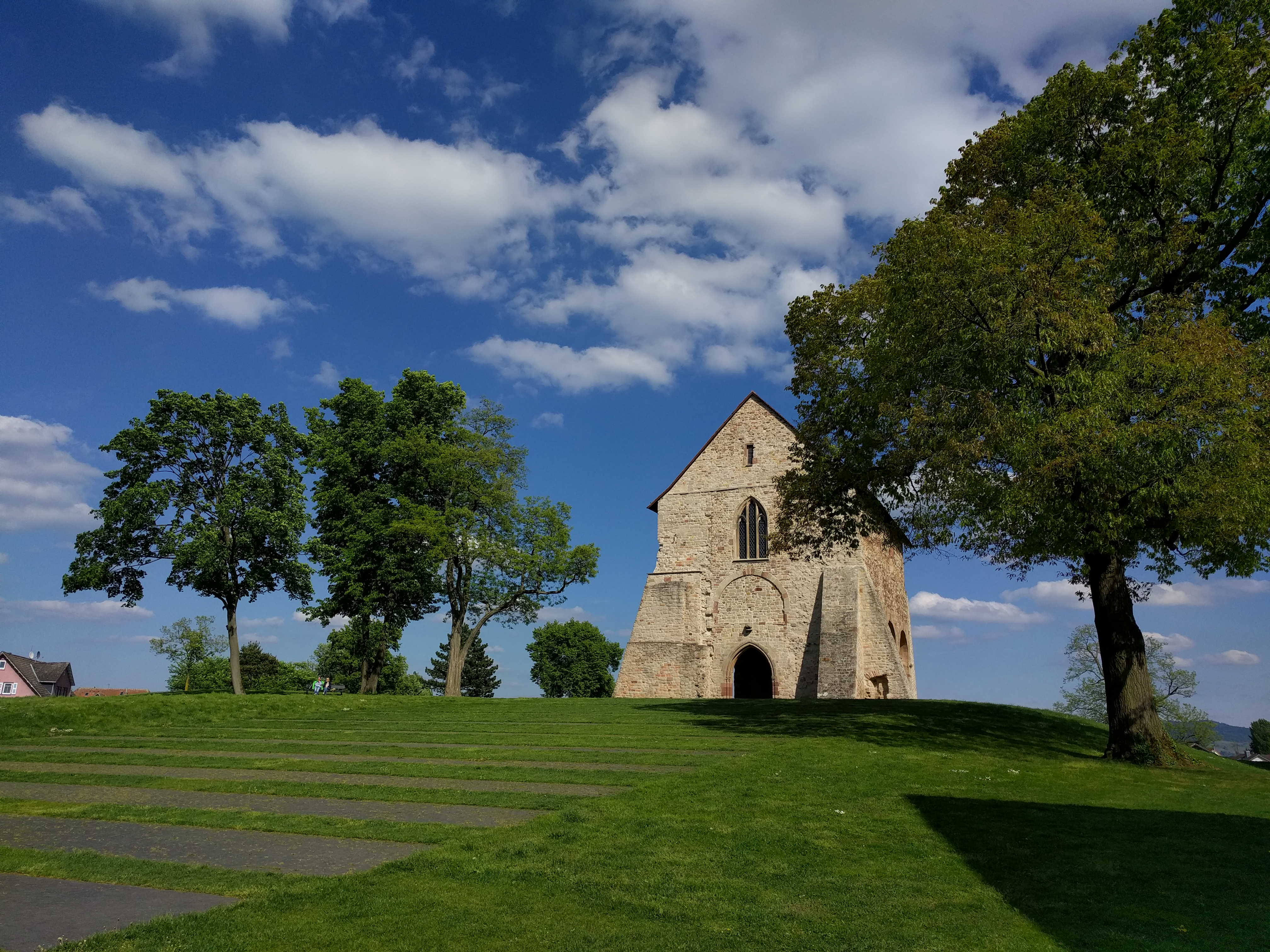
Kirchenfragment, Baubefunde mit Datierung ins frühe 11. Jahrhundert

Durch Schenkungen, die im Wesentlichen vom örtlichen Adel stammten, dehnte sich der zum Kloster Lorsch zählende Grundbesitz bis zum Ende des 11. Jahrhunderts stark aus. Die Schenkungen kamen hauptsächlich aus dem Wormsgau, dem Lobdengau und dem Oberrheingau. Weitere Schenkungen kamen unter anderem aus dem Kraichgau, dem Speyergau und in geringeren Maße aus dem Lahngau, der Wetterau (Wettereiba), dem Niddagau, dem Maingau, dem Anglachgau (südöstlich von Speyer), dem Ufgau (südöstlich von Speyer), der Wingarteiba im östlichen Odenwald, dem Elsenzgau und dem Breisgau. Der Besitz des Klosters umfasste somit weite Teile der Rheinebene zwischen Hattem (der nördlichste Besitz) und Chur. Im Oktober 1052 besuchte auf Einladung Abt Arnolds Papst Leo IX. das Kloster und weihte die sog. „bunte Kirche“. Abt Udalrich (im Amt 1056 bis 1075) vereinte vermutlich die größte weltliche Macht der Lorscher Äbte unter sich und erschien auf dem Reichstag von Trebur 1066 mit 1200 durch ihn belehnten Gefolgsleuten.
Der Lorscher Codex wurde im späten 12. Jahrhundert als Verzeichnis der seit der Klostergründung erworbenen Besitztümer angelegt. Unter den bis ins 8. Jahrhundert zurückdatierenden Erwerbungen und Schenkungen sind vielfach die ersten urkundlichen Erwähnungen zahlreicher Orte.

### Übergang an das Erzbistum Mainz 1232
1232 wurde Lorsch dem Erzbistum Mainz und seinem Bischof Siegfried III. von Eppstein zur Reform unterstellt; die Benediktiner, die sich der angeordneten Reform widersetzten, mussten die Abtei verlassen und wurden durch Zisterzienser aus dem Kloster Eberbach ersetzt. Diese konnten sich in Lorsch jedoch nicht halten und wurden 1248 durch Prämonstratenser aus Allerheiligen ersetzt; seither hatte das Kloster den Status einer Propstei.
Das Kloster besaß eine der größten Bibliotheken des Mittelalters, die später der Bibliotheca Palatina einverleibt wurde.
Der frühe Mainzer Diözesanhistoriker, Domvikar Georg Helwich (1588–1632), publizierte unter dem Titel „Antiquitates Laurishaimenses“, 1631 eine Lorscher Klosterchronik.

### Übergang an die Kurpfalz 1461 und Aufhebung des Klosters

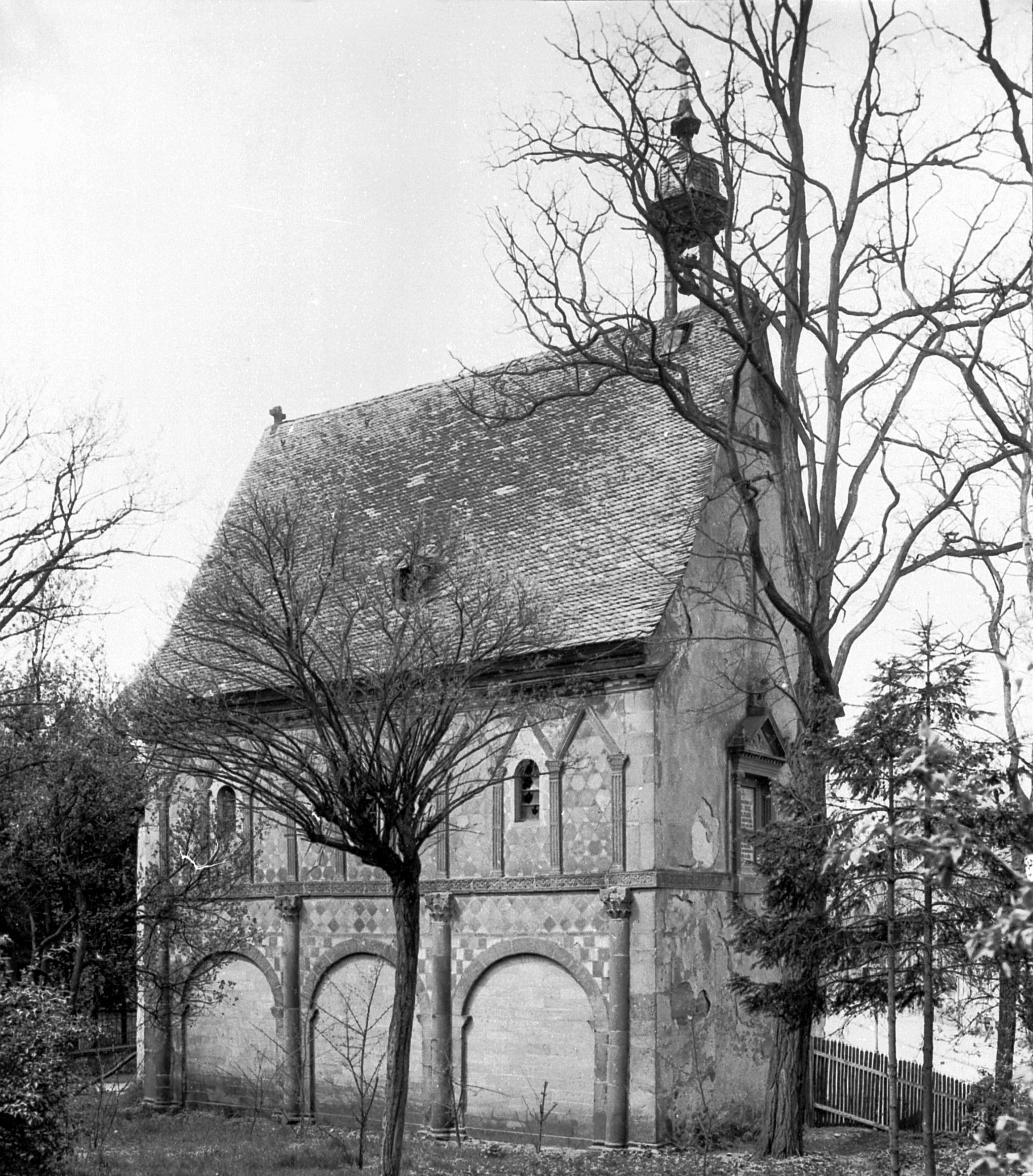
Die Ostseite der Torhalle um 1900 vor der Restaurierung

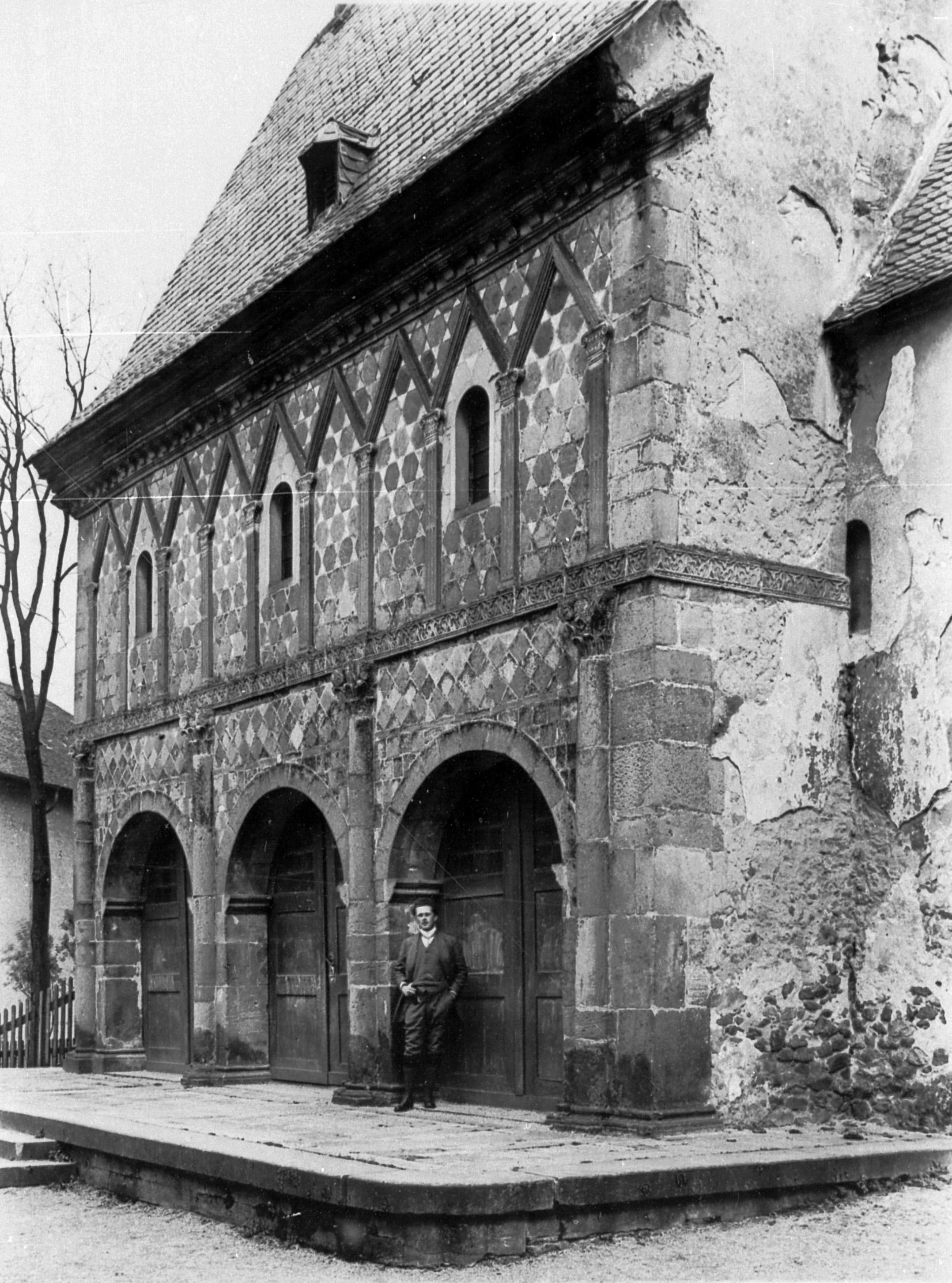
Die Westseite der Torhalle um 1910 vor der Restaurierung

1461 verpfändete Kurmainz seine Besitzungen an der Bergstraße, und damit ging Lorsch an die Kurpfalz, die 1556 die Reformation einführte und 1564 das Kloster aufhob. Die bestehenden Rechte wie Zehnten, Grundzinsen, Gülten und Gefälle des Klosters Lorsch wurden fortan durch die „Oberschaffnerei Lorsch“ wahrgenommen und verwaltet. Als die Spanier 1621 von der Bergstraße abzogen, wurde Lorsch niedergebrannt. Im weiteren Verlauf des Dreißigjährigen Krieges gelangte die Abtei 1623 wieder an das katholische Kurmainz und diente danach jahrzehntelang als Steinbruch. Lediglich die Torhalle (auch als „Königshalle“ bezeichnet) des Klosters blieb unversehrt. Sie ist einer der ältesten vollständig erhaltenen Steinbauten Deutschlands der nachrömischen Zeit und vermittelt heute einen Eindruck von der karolingischen Architektur.

## Das Kloster als Ausdruck weltlicher Herrschaft und Herrschafts-Grablege
Während seiner Entstehung und Blütezeit im Frühmittelalter wurde das Kloster auch Grablege verschiedener Herrscher. Ludwig der Deutsche († 876), sein Sohn Ludwig der Jüngere († 882) und dessen Sohn Hugo († 879 oder Februar 880) sind hier in der zwischen 876 und 882 errichteten Gruftkirche ecclesia varia bestattet worden. Nach den Karolingern wurde auch Konrads I. Frau Kunigunde, Witwe des 907 verstorbenen bayerischen Markgrafen Luitpold, hier begraben.
Die Nähe des Klosters zu den damaligen Herrschaftshäusern ist durch urkundlich belegte Besuche nachgewiesen:
- Anfang September 774, Karl der Große besucht das Kloster mit großem Gefolge auf dem Weg von Italien nach Fritzlar und wohnt der Weihe der Nazariusbasilika bei.
- Zwischen 800 und 1090 sind zwanzig weitere Herrscherbesuche nachgewiesen
- Papst Leo IX. visitiert 1052 das Kloster und weiht in der Krypta der Nazariusbasilika, der Gruftkapelle der ostfränkischen Karolinger, einen Altar.[23]

## Weltkulturerbe-Areal Kloster Lorsch

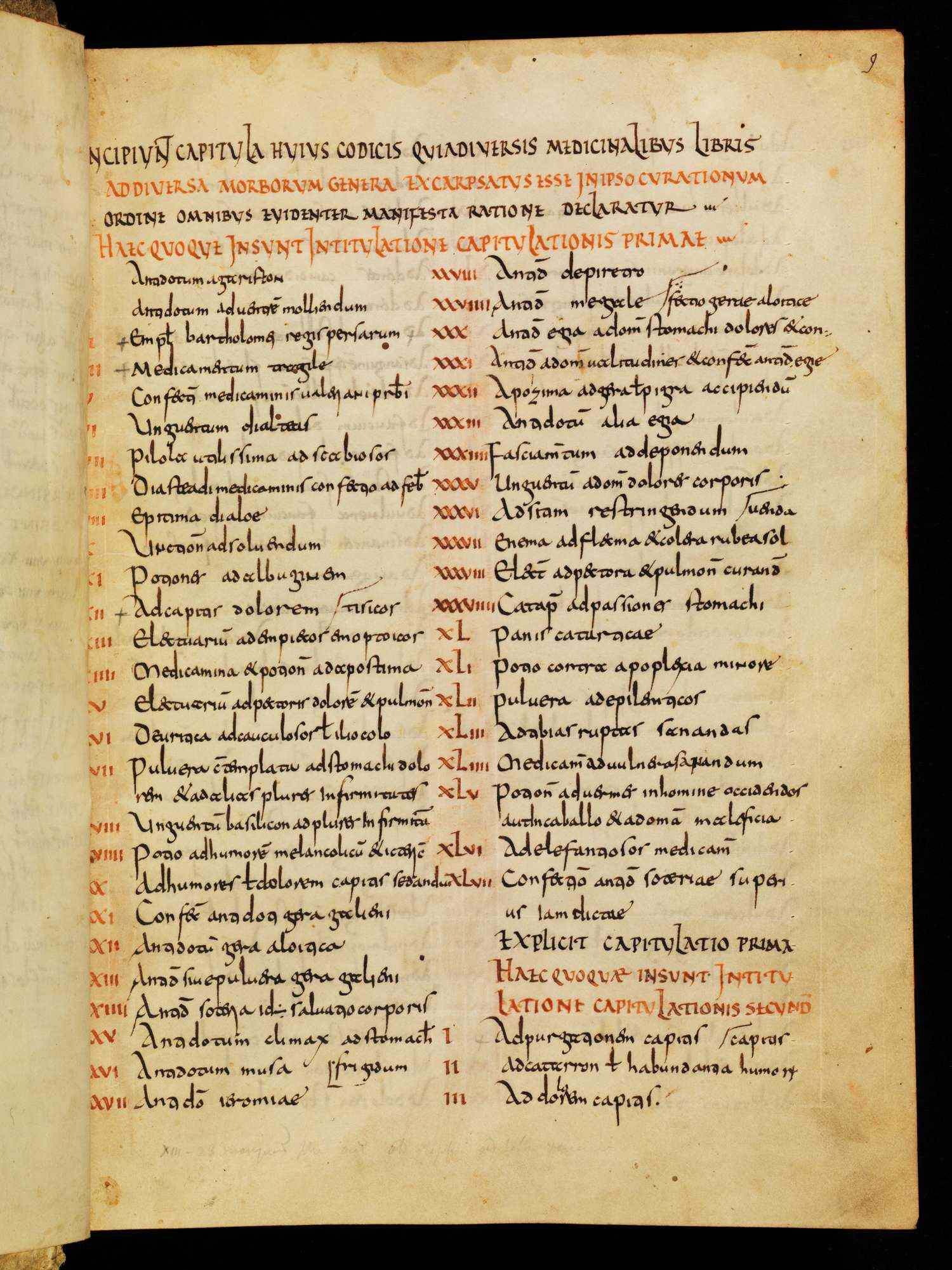
Blatt aus dem Lorscher Arzneibuch

Das Kloster Lorsch (Abtei und Altenmünster) ist seit 1991 Weltkulturerbe der UNESCO. Von der Anlage selbst sind heute nur noch die Königshalle, das Basilikafragment und Teile der Klostermauer erhalten. Landschaftsarchitektonische Ergänzungen deuten die ursprüngliche Anlage an. Des Weiteren beherbergt das Areal das Museumszentrum Lorsch, das Schaudepot Zehntscheune, das Experimentalarchäologische Freilichtlabor karolingischer Herrenhof Lauresham und den Kräutergarten zum Lorscher Arzneibuch.
Die Gartenanlage wurde 2016 mit dem Europäischen Gartenpreis in der Kategorie „Innovatives Konzept oder Design eines zeitgenössische Parks oder Gartens“ ausgezeichnet.
Folgende Bauwerke gehören zum Weltkulturerbe-Areal:
- Der Klosterhügel, eine eiszeitliche Sanddüne, auf die die Abtei Lorsch schon wenige Jahre nach seiner Gründung umzog, da die ursprüngliche Anlage auf einer Weschnitzinsel durch die schnell wachsende Bedeutung der Abtei zu klein geworden war. Von der Anlage, die den gesamten Hügel beansprucht, sind heute nur noch die Königshalle, das Basilikafragment und Teile der Klostermauer erhalten. Landschaftsarchitektonische Ergänzungen deuten die ursprünglichen Anlage an.
  - Die Königshalle, die im Erdgeschoss aus drei halbrunden Bogenöffnungen und im Obergeschoss aus einer Scheinarchitektur mit Kapitellen im ionischen Stil und Dreiecksgiebeln besteht, hat bis heute ihre ursprüngliche Nutzung nicht preisgegeben und zählt mit ihrer Entstehung um 800 zu den wenigen erhaltenen Gebäuden aus karolingischer Zeit. Das Gebäude besteht aus einer Mischung hellenistisch-römischer, christlicher, orientalischer und germanischer Baustile. Im Obergeschoss befinden sich teilweise sehr gut erhaltene Wandmalereien aus karolingischer und gotischer Zeit.[24]
  - Das „Schaudepot Zehntscheune“ befindet sich in der erst in späterer Zeit auf dem Klostergelände errichteten Zehntscheune. Hier sind die auf dem Klosterhügel gefundenen Fundstücke ausgestellt, aus denen Rückschlüsse auf die Klostergeschichte, Handel, Handwerk und Medizin zur damaligen Zeit dargelegt werden.[25]
  - Der Kirchenrest besteht aus der Vorkirche der ehemaligen Klosterkirche aus dem 12. Jahrhundert. Der vormals dort ausgestellte  Sarkophag „Ludwigs des Deutschen“ wird heute im ehem. „Kurfürstlichen Haus“, das sich gegenüber der Königshalle befindet, gezeigt.[24]
  - Das Museumszentrum (MUZ) mit den Abteilungen „Geschichte des Klosters Lorsch“ und dem Tabakmuseum (siehe auch unter Abschnitt Museen).[26]

- - Kräutergarten zum Lorscher Arzneibuch. In diesem Garten befinden sich ausschließlich Pflanzen aus dem 2013 ins UNESCO-Weltdokumentenerbe aufgenommen „Lorscher Arzneibuch“. In diesem Buch wurde zum ersten Mal antikes Medizinwissen in der christlichen Welt nutzbar gemacht und die darin beschriebenen Heilpflanzen ausdrücklich als gottgewollte Hilfsmittel für die Menschen bezeichnet.[24]
- Das Gelände des ehemaligen Mutterklosters Altenmünster der Abtei Lorsch ist Teil des UNESCO-Welterbes und befindet sich etwa einen halben Kilometer östlich des Klosterhügels nahe dem Ufer der Weschnitz. Von der Anlage war oberirdisch nichts mehr erhalten. Auf Grund der Grabungsergebnisse wurden die Umrisse der Klosterkirche durch Aufmauerungen angedeutet und die Klausurgebäude durch Erdaufschüttungen kenntlich gemacht.[27]
- Im Experimentalarchäologischen Freilichtlabor karolingischer Herrenhof Lauresham (kurz: Freilichtlabor Lauresham) wurde auf der Grundlage archäologischer Erkenntnisse ein typischer Herrenhof des 8./9. Jahrhunderts auf einer Fläche von 4,1 ha nachgebaut. Dem Besucher soll das Leben der Menschen in den frühmittelalterlichen Gesellschaftsstrukturen näher gebracht werden. Daneben wurde durch das Projekt ein Rahmen für experimentalarchäologische Forschung geschaffen, in dem die handwerklichen und landwirtschaftlichen Arbeitstechniken jener Zeit erprobt werden können.[28] Ein weiteres Projekt des Freilichtlabors ist das Auerrindprojekt,[29] das die Abbildzüchtung einer ‚Auerrind’ genannten auerochsenähnlichen Rinderrasse zu Ziel hat. Der ausgestorbene Auerochse war im frühen Mittelalter auch in den Wäldern um Lorsch heimisch; mit dem Auerrind soll die ökologische Bedeutung großer Weidetiere erforscht und im Zuge von Beweidungsprojekten in der Umgebung Lorschs eingesetzt werden.[30]
- Die Tabakscheune ist ein Überbleibsel aus der Zeit des Lorscher Tabakanbaus. Sie wurde zum Trocknen der Tabakblätter von den Bauern gemeinschaftlich genutzt. Die in dem hohen schmalen Gebäude befindlichen Luftklappen konnten entsprechend der Witterung geöffnet und geschlossen werden.[31]
- Der Pfingstrosengarten widmet sich der Pfingstrose, einer bis heute bedeutenden Heilpflanze aus dem Lorscher Arzneibuch.[31]
- Die Kulturachse verbindet das Kloster Altenmünster mit dem Klosterhügel und den anderen Elementen des Weltkulturerbe Areals. Entlang des Weges ist ein beschilderter Lehrpfad geplant, der an einem Tabakfeld und alten Kulturpflanzen vorbeiführt, und dadurch Wissen über Natur- zur Kulturlandschaft vermittelt.[31]

## Propsteien
- Kloster Altenmünster (Propstei seit 1071)
- cella Steinbach bei Michelstadt (Propstei seit 1073)
- Kloster St. Michael auf dem Heiligenberg bei Heidelberg
- Kloster St. Stephan auf dem Heiligenberg bei Heidelberg
- Stift Neuburg

## Fluchtburg
Fluchtburg für das Kloster und seine Angehörigen war die Starkenburg am Rande der Rheinebene an der Bergstraße in etwa 7 km Entfernung.

## Philatelistische Würdigung

Briefmarke

In den beiden Dauermarkenserien „Deutsche Bauwerke aus zwölf Jahrhunderten“ aus den Jahren 1965 und 1967 war jeweils eine Darstellung der Torhalle des Klosters Lorsch auf dem 20-Pfennig-Wert vertreten. Dieser Wert entsprach der damaligen Frankatur für einen Standardbrief. Zu dieser Zeit war es die bekannteste Briefmarke mit der höchsten Auflage.
Anlässlich des 1250-jährigen Bestehens des Klosters und in Würdigung des Eintrags in die Weltkulturerbe-Liste der UNESCO gab die Deutsche Post AG ein Postwertzeichen mit Erstausgabetag 2. Januar 2014 im Wert von 60 Eurocent heraus. Der Entwurf stammt von Harry Scheuner aus Chemnitz.

## Äbte
In den 468 Jahren seines selbständigen Bestehens hatte das Kloster 47 Äbte.

## Sage
Der Sage des Nibelungenliedes nach stiftete Ute nach dem Tod ihres Gatten, des Burgunderkönigs Dankrat, ein Kloster zu Lorsch, in dem sie selbst als auch der Held Siegfried begraben worden seien.